# Cush Jumbo

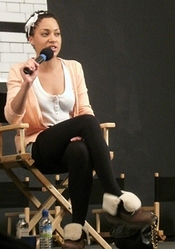
Cush Jumbo (2010)

Cush Jumbo OBE (* 23. September 1985 in London) ist eine britische Schauspielerin.

## Leben
Jumbo wuchs im London Borough of Lambeth auf und nahm schon früh Tanzunterricht. Sie besuchte die London School for Performing Arts and Technology sowie die Central School of Speech and Drama. Nach ihrem Abschluss spielte sie zunächst Theater und trat unter anderem am Shakespeare’s Globe auf. 2010 spielte sie Eliza Doolittle in George Bernard Shaws Pygmalion am Royal Exchange Theatre in Manchester. 2009 spielte sie in der auch in Deutschland ausgestrahlten dritten Staffel von Torchwood die Rolle der Lois Habiba.
Im Jahr 2019 wurde Jumbo bei den "Birthday Honours" für ihre Verdienste zum Officer des Order of the British Empire (OBE) ernannt.
Cush Jumbo ist seit 2014 mit Sean Griffin verheiratet, im Jahr 2018 kam ihr gemeinsamer Sohn auf die Welt.

## Filmografie (Auswahl)
- 2007: My Family (Fernsehserie, eine Folge)
- 2008: Harley Street (Fernsehserie, 6 Folgen)
- 2009: Casualty (Fernsehserie, 1 Folge)
- 2009: Torchwood (Fernsehserie, 5 Folgen)
- 2010: Lip Service (Fernsehserie, 6 Folgen)
- 2012, 2015–2016: Vera – Ein ganz spezieller Fall (Vera, Fernsehserie, 9 Folgen)
- 2015: Remainder
- 2015–2016: Good Wife (The Good Wife, Fernsehserie, 23 Folgen)
- 2016: City of Tiny Lights
- 2017–2021: The Good Fight (Fernsehserie)
- 2020: Deadwater Fell (Miniserie, 4 Folgen)
- 2020: The Postcard Killings
- 2021: Wer einmal lügt (Stay Close, Fernsehserie, 8 Folgen)
- 2024: Criminal Record (Fernsehserie)